# Prefectura apostólica de Lindong
La prefectura apostólica de Lindong, de Lintung o de Lintong (en latín: Praefectura Apostolica Lintungensis y en chino: 天主教林东监牧区) es una circunscripción eclesiástica de la Iglesia católica en China. Se trata de una prefectura apostólica latina, inmediatamente sujeta a la Santa Sede. Desde el 7 de mayo de 2004 su prefecto apostólico es el obispo Du Jiang de la diócesis oficial de Bayannur, aunque para el Anuario Pontificio es sede vacante desde el 11 de noviembre de 1956. El 4 de julio de 1959 la Asociación Patriótica Católica China fusionó las partes de las diócesis de Jilin y de Yanji en la provincia de Jilin con la diócesis de Sipingjie y la parte occidental de la prefectura apostólica de Lindong, llamando a la nueva circunscripción diócesis de Jilin. Al mismo tiempo, la parte oriental de la prefectura apostólica de Lindong fue fusionada con la diócesis de Chifeng, todo sin permiso de la Santa Sede.

## Territorio y organización
La prefectura apostólica extiende su jurisdicción sobre los fieles católicos de rito latino residentes en parte de la región autónoma de Mongolia Interior y en una parte menor de la provincia de Jilin.
La sede de la prefectura apostólica se encontraba en la localidad de Dayingzi, en la condado de Linxi.

## Historia
La prefectura apostólica fue erigida el 18 de mayo de 1937 con la bula Quo melius del papa Pío XI, obteniendo ell territorio del vicariato apostólico de Szepingkai (hoy diócesis de Sipingjie).
En 1949 el área de Lindong fue ocupada por el Partido Comunista de China, que se impuso en la guerra civil y proclamó la República Popular China el 1 de octubre de 1949. El 4 de septiembre de 1951 China comunista expulsó al nuncio apostólico Antonio Riberi y la Santa Sede continuó reconociendo a la República de China en Taiwán como el legítimo gobierno chino. Todos los misioneros extranjeros fueron expulsados de China comunista en 1952, entre ellos el presbítero canadiense Joseph Gustave Roland Prévost-Godard, quien mantuvo la titularidad de la sede hasta el 11 de noviembre de 1956.
La Asociación Patriótica Católica China fue creada con el apoyo de la Oficina de Asuntos Religiosos de la República Popular de China en 1957, con el objetivo de controlar las actividades de los católicos en China. Su nombre público es Iglesia católica china y es referida como la "Iglesia oficial" en contraposición a la "Iglesia subterránea" o "Iglesia clandestina" leal a la Santa Sede.
En el período de 1966 a 1976 la Revolución Cultural se ensañó especialmente contra la religión, destruyéndose numerosas iglesias y cesaron todas las actividades religiosas en la prefectura apostólica, que pudo reanudar sus operaciones a principios de la década de 1980.
El 4 de julio de 1959 la Asociación Patriótica Católica China fusionó las partes de las diócesis de Jilin y de Yanji en la provincia de Jilin con la diócesis de Sipingjie y la parte occidental de la prefectura apostólica de Lindong, llamando a la nueva circunscripción diócesis de Jilin, sin permiso de la Santa Sede. Al mismo tiempo, la parte oriental de la prefectura apostólica de Lindong fue fusionada con la diócesis de Chifeng.
En agosto de 1980, sin permiso de la Santa Sede, la Asociación Patriótica Católica China reestructuró los límites de diócesis de la región autónoma de Mongolia Interior basándose en divisiones administrativas.
El 28 de octubre de 1990, Guo Zhengji fue ordenado obispo de la diócesis oficial de Bayannur, que fue erigida sin autorización de la Santa Sede. Más tarde, el papa Juan Pablo II lo reconoció como prefecto apostólico de Lindong. En mayo de 2004, después de que el obispo Du Jiang asumiera el cargo de obispo oficial de la diócesis de Bayannur, el papa también lo nombró prefecto apostólico de Lindong.
El 22 de septiembre de 2018 se firmó en Pekín el Acuerdo provisional entre la Santa Sede y la República Popular de China sobre el nombramiento de los obispos. El 22 de octubre de 2020 el acuerdo fue prorrogado por otros dos años y en octubre de 2022 por otros dos años más.
Debido a la situación particular de la Iglesia católica en China, la Santa Sede no nombra obispos para las circunscripciones eclesiásticas chinas, que son sedes oficialmente vacantes incluso en presencia de obispos reconocidos por el papa.

## Episcopologio
- Edgar Larochelle, P.M.E. † (23 de julio de 1937-1938 renunció)
- Émilien Masse, P.M.E. † (31 de marzo de 1939-29 de julio de 1943 falleció)
- Joseph Gustave Roland Prévost-Godard, P.M.E. † (28 de noviembre de 1946-11 de noviembre de 1956 nombrado vicario apostólico de Pucallpa)
  - Guo Zhengji (28 de octubre de 1990-3 de mayo de 2004)[nota 1]
  - Du Jiang, desde el 7 de mayo de 2004[nota 2]